# Maccullochella macquariensis
Maccullochella macquariensis е вид лъчеперка от семейство Percichthyidae. Видът е застрашен от изчезване.

## Разпространение
Разпространен е в Австралия.